# Ли Цзяньго
Ли Цзяньго́ (кит. упр. 李建国, пиньинь Lǐ Jiànguó; род. 18 апреля 1946, Цзюаньчэн) - китайский политический деятель, член Политбюро ЦК КПК (2012–2017), с 2013 по 2018 год председатель ВФП, зампред (с 2008 года, первый по перечислению с 2013 года) и ответсекретарь (2008-2013) ПК ВСНП, член ЦК КПК с 1997 года (кандидат с 1992 года). В 2007-2008 гг. глава парткома КПК провинции Шаньдун, в 1997–2007 гг. - провинции Шэньси. В 1992—1997 годах замглавы Тяньцзиньского горкома КПК.
Член КПК с июня 1971 года, член ЦК (15—17 созывов, кандидат 14-го созыва), член Политбюро 18-го созыва.

## Биография
По национальности хань. Окончил факультет китайского языка и литературы Шаньдунского университета, где учился в 1964-1969 гг. по профильной специальности.
В 1969—1970 годах ожидал распределения после окончания университета. В 1970—1972 годах рабочий в уезде Нинхэ (с 1973 года — в составе Тяньцзиня), в 1972—1976 годах в том же уезде административный секретарь бюро культуры и образования и отдела пропаганды уездного парткома. В 1976—1978 годах административный секретарь подразделения пропаганды сельскохозяйственной комиссии Тяньцзиня. С 1978 года административный секретарь конторы Канцелярии, с 1981 года замначальника конторы Канцелярии, с 1982 года замначальника Канцелярии, в 1983—1989 годах начальник Канцелярии Тяньцзиньского горкома КПК. С 1988 года замответсекретаря, в 1989—1992 года ответсекретарь Тяньцзиньского горкома КПК. Также в 1991—1992 годах глава Хэпинского райкома КПК Тяньцзиня и член посткома горкома. В 1992—1997 годах замглавы Тяньцзиньского горкома КПК.
В 1997—2007 годах глава парткома пров. Шэньси и с 1998 года председатель ПК СНП провинции. К XVI съезду КПК (2002) входил в пятёрку самых молодых региональных партийных лидеров (55 лет). В 2007-2008 годах глава парткома КПК провинции Шаньдун и в 2008 году председатель ПК СНП провинции.
С 2008 года заместитель председателя (по переизбрании в 2013 году указан первым перечислению) и ответственный секретарь (по 2013 год) ПК ВСНП. На 1-й сессии ВСНП 11-го созыва в марте 2008 года избран заместителем председателя и ответственным секретарем Постоянного комитета Всекитайского собрания народных представителей (ПК ВСНП) 11-го созыва. В марте 2013 года на 1-й сессии ВСНП 12-го созыва переизбран заместителем председателя, при перечислении указан первым (ответственным секретарем переизбран не был).
С марта 2013 года председатель Всекитайской федерации профсоюзов (ВФП). Сменил его в 2018 году Ван Дунмин.
В силу возрастных ограничений и ожидалось, что членство Ли Цзяньго в Политбюро ограничится одним созывом.